# Albie Thomas
Albie Thomas, född 8 februari 1935, död 27 oktober 2013, var en friidrottare från Australien. Han deltog vid olympiska sommarspelen 1956, olympiska sommarspelen 1960 och olympiska sommarspelen 1964.